# Carreau (carte à jouer)
Pour les articles homonymes, voir Carreau.

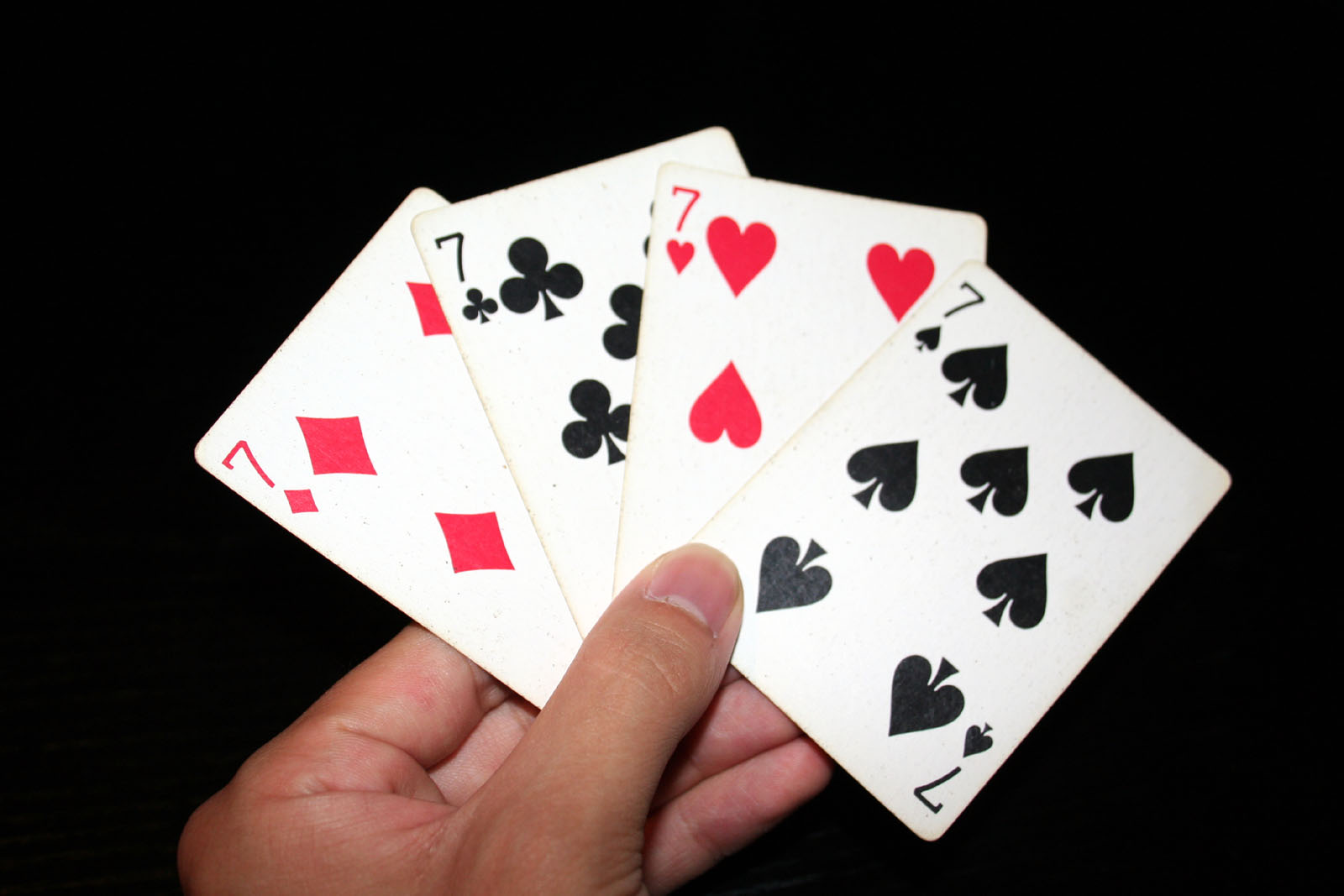
Une main de quatre sept : le sept de carreau est la carte la plus à gauche.

Le carreau est une enseigne de cartes à jouer, l'une des quatre enseignes françaises avec le pique, le cœur et le trèfle.

## Nom
En français, le terme « carreau » (parfois orthographié « quarreau » ou « carreaul ») apparait au XVIe siècle pour nommer l'enseigne de jeu de cartes. Il désigne depuis les XIIe ou XIIIe siècle un objet de section carrée, plus particulièrement les pavés plats servant au carrelage.
Le terme possède des traductions diverses suivant les langues :
- Carreaux :
  - Albanais : karoja
  - Allemand : Karo
  - Bulgare : каро (karo)
  - Catalan : cairó
  - Grec : καρό (karó)
  - Hongrois : káró
  - Polonais : karo
  - Roumain :  caro
  - Slovaque : káro
  - Slovène : karo
  - Tchèque : káry
  - Turc : karo

- Carrés :
  - Danois : ruder
  - Finnois : ruutu
  - Italien : quadri
  - Néerlandais : ruit
  - Norvégien : ruter
  - Suédois : ruter

- Diamants :
  - Anglais : diamonds
  - Espagnol : diamante
  - Japonais : ダイアモンド (daiamondo), généralement abrégé en ダイヤ (daiya)

- Pièces, deniers, or :
  - Arabe : الديناري (al-dināri)
  - Maltais : dinari
  - Portugais : ourous

## Caractéristiques

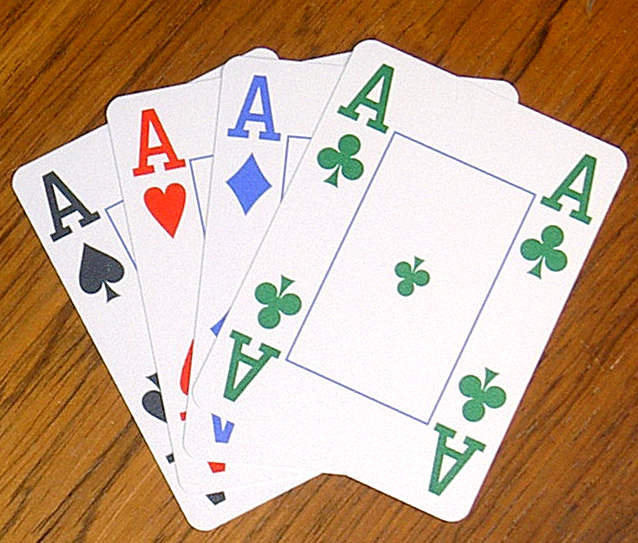
Quatre as d'un ; ici, les carreaux sont bleus.

Le carreau possède typiquement une forme de losange, un parallélogramme aux quatre côtés égaux, posé sur l'une de ses pointes. Les côtés sont parfois légèrement arrondis et les quatre sommets placés en carré, faisant ressembler l'enseigne à une astroïde.
Généralement, les carreaux sont de couleur rouge. Ils peuvent cependant être représentés en bleu, ce qui est le cas par exemple au bridge (où il s'agit de l'une des deux enseignes mineures, avec le trèfle).
La galerie suivante reprend les carreaux d'un jeu de 52 cartes au portrait français :

As
2
3
4
5
6
7
8
9
10
Valet
Dame
Roi

## Historique
Les premières cartes à jouer éditées en Europe ne comportent aucune des enseignes rencontrées dans les jeux français. Les enseignes latines (bâtons, deniers, épées et coupes) sont probablement adaptées des jeux de cartes provenant du monde islamique,. Les enseignes françaises sont introduites par les cartiers français à la fin du XVe siècle, probablement par adaptation des enseignes germaniques (glands, grelots, feuilles et cœurs).
Les enseignes françaises procèdent d'une simplification des enseignes précédentes, permettant une reproduction plus aisée (et donc un moindre coût de fabrication). L'enseigne de carreau pourrait trouver son origine dans celle de denier, ronde, transformée en grelot dans les enseignes germaniques, également ronde, puis débarrassée de ses détails et redressée en carré.

Denier, portrait de Trévise
Denier, portrait de Plaisance
Grelot, portrait de Bavière
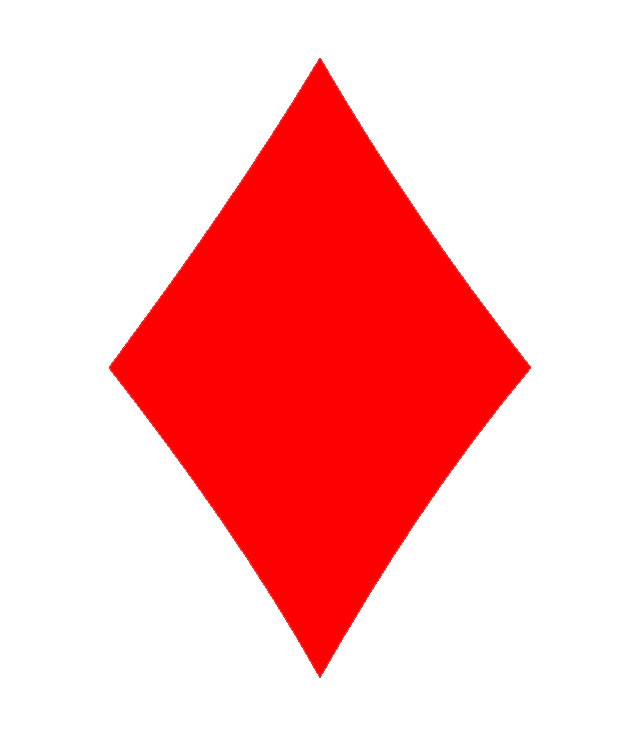
Carreau, portrait de Paris

## Codes informatiques
Le symbole fait l'objet de deux encodages Unicode :
- U+2662 ♢ carreau blanc (HTML : &#9826;)
- U+2666 ♦ carreau noir (HTML : &#9830; &diams;)